# Inhammen

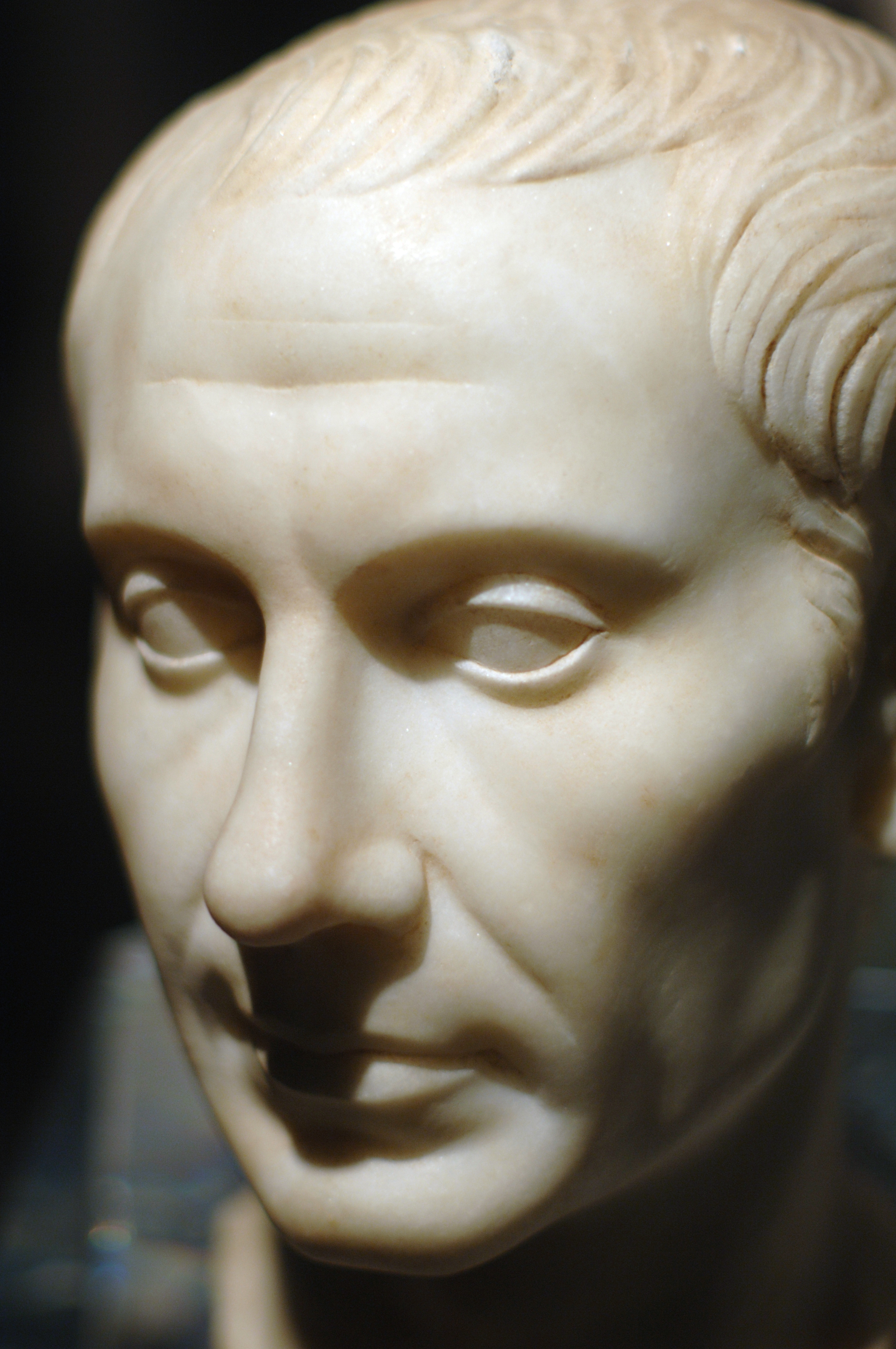
Buste van Julius Caesar waarop zijn inhammen zijn te zien

Inhammen zijn een typische verschijningsvorm van een teruglopende haargrens op de schedel. Deze meestal driehoekige insnijdingen in de haarlijn boven de slapen komen vooral bij mannen voor als beginstadium van de klassieke mannelijke kaalheid, maar ook bij vrouwen bestaat het verschijnsel.
Bij een typisch verloop van alopecia androgenetica wijkt de haarlijn vanaf de inhammen steeds verder naar achter, totdat uiteindelijk het gehele schedeldak kaal is. Meestal blijft er een krans van haar rond de oren en het achterhoofd behouden.
In de classificering van kaalheid volgens het Hamilton-Norwoodschema vallen inhammen onder typen II en III:
- type II: frontale en temporale haaruitval, en de vorming van driehoekige haarloze gebieden boven de slapen (de inhammen); de haarlijn loopt niet meer dan twee centimeter terug over een denkbeeldige lijn tussen de oren over het schedeldak.
- type III: de inhammen lopen verder naar achter, in de richting van het achterhoofd, over de bovengenoemde denkbeeldige verbindingslijn tussen de oren; als dit meer dan twee centimeter is kan men van kaalheid spreken.[1][2]